# Lagaz
Lagaz (persiska: لَگَز, لگز) är en ort i Iran.   Den ligger i provinsen Västazarbaijan, i den nordvästra delen av landet, 500 km väster om huvudstaden Teheran. Lagaz ligger 1 328 meter över havet och antalet invånare är 403.
Terrängen runt Lagaz är kuperad åt nordväst, men åt sydost är den platt. Lagaz ligger nere i en dal.Runt Lagaz är det ganska tätbefolkat, med 155 invånare per kvadratkilometer. Närmaste större samhälle är Būkān, 19,9 km sydost om Lagaz. Trakten runt Lagaz består till största delen av jordbruksmark.